# MSC Magnifica
Die MSC Magnifica ist ein Kreuzfahrtschiff der Musica-Klasse, das von der Reederei MSC Cruises und unter der Billigflagge Panama betrieben wird. Baugleiche Schwesterschiffe sind die MSC Musica, MSC Orchestra und MSC Poesia.
Das Schiff bietet auf 13 Passagierdecks Kapazität für über 2500 Passagiere.

## Geschichte
Die MSC Magnifica ist das 11. Neubauprojekt der Reederei und wurde bei der STX Europe-Werft im französischen Saint-Nazaire gebaut. Am 14. Januar 2009 wurde das Schiff aus dem Trockendock gelassen. Die Übergabe an die Reederei erfolgte am 25. Februar 2010. Das Schiff kam unter der Flagge Panamas in Fahrt, Heimathafen wurde Panama-Stadt.
Die Taufe war am 6. März 2010 im Hamburger Hafen, Taufpatin war Sophia Loren. Zur Feierlichkeit waren ausschließlich prominente Gäste und Vertreter der Politik geladen; auf zwei schwimmenden Großbildleinwänden, die vor den Landungsbrücken aufgebaut wurden, konnten Interessierte die Feierlichkeiten live miterleben. Zudem erfolgte eine Live-Übertragung mit einem Konzert von Eros Ramazzotti (Regie: Marc Schütrumpf) im Internet.
Die erste offizielle Fahrt des Schiffs ging vom 1. bis zum 5. März 2010 von Saint-Nazaire über Cherbourg-Octeville, Dover und Amsterdam nach Hamburg. Die sich ab dem 7. März 2010 anschließende Jungfernfahrt führte nach Venedig.

## Zwischenfälle

### Kollision 2013
Gegen Morgen des 20. November 2013 trieb die MSC Magnifica bei starkem Wind gegen die Pier und das Leuchtfeuer an der Hafeneinfahrt zum Hafen von Piräus. Die Pier wurde leicht beschädigt, das Leuchtfeuer total zerstört. Das Schiff selbst trug nur eine Delle nahe dem Bug auf der Backbordseite etwas oberhalb der Wasserlinie davon.

### Illegale Müllentsorgung 2013
Ein Passagier beobachtete Ende November 2013 auf der Fahrt in brasilianischen Gewässern nahe Recife, wie ein Besatzungsmitglied mehrere Plastiksäcke mit Abfall über Bord warf. Nach dem „Internationalen Umweltabkommen zur Verhütung der Meeresverschmutzung durch Schiffe“ MARPOL 73/78 stellt dies eine Straftat dar. Am 20. September 2014 wurde gegen die Firma MSC Cruises hierfür eine Strafe von 635.000 US-Dollar verhängt.

### Kollision 2017
Am 19. April 2017 kollidierte die MSC Magnifica, als sie den Hafen von Rom verlassen wollte, mit der Hafenmauer. Das Schiff erlitt Beschädigungen der Bordwand, es drang jedoch kein Wasser ein. Ebenso wenig wurden Personen verletzt oder umweltschädigende Stoffe freigesetzt. Als Ursache wurden starke Windböen ausgemacht, welche innerhalb einer Minute mit 18–87 km/h auftraten. Auch wurde ein weiteres Kreuzfahrtschiff ebenfalls gegen den Kai gedrückt und beschädigte das Mauerwerk. Infolgedessen ordnete die Hafenbehörde für Kreuzfahrtschiffe an, an diesem und dem folgenden Tag nur mit Schlepperassistenz zu manövrieren.